# Мосты Омска

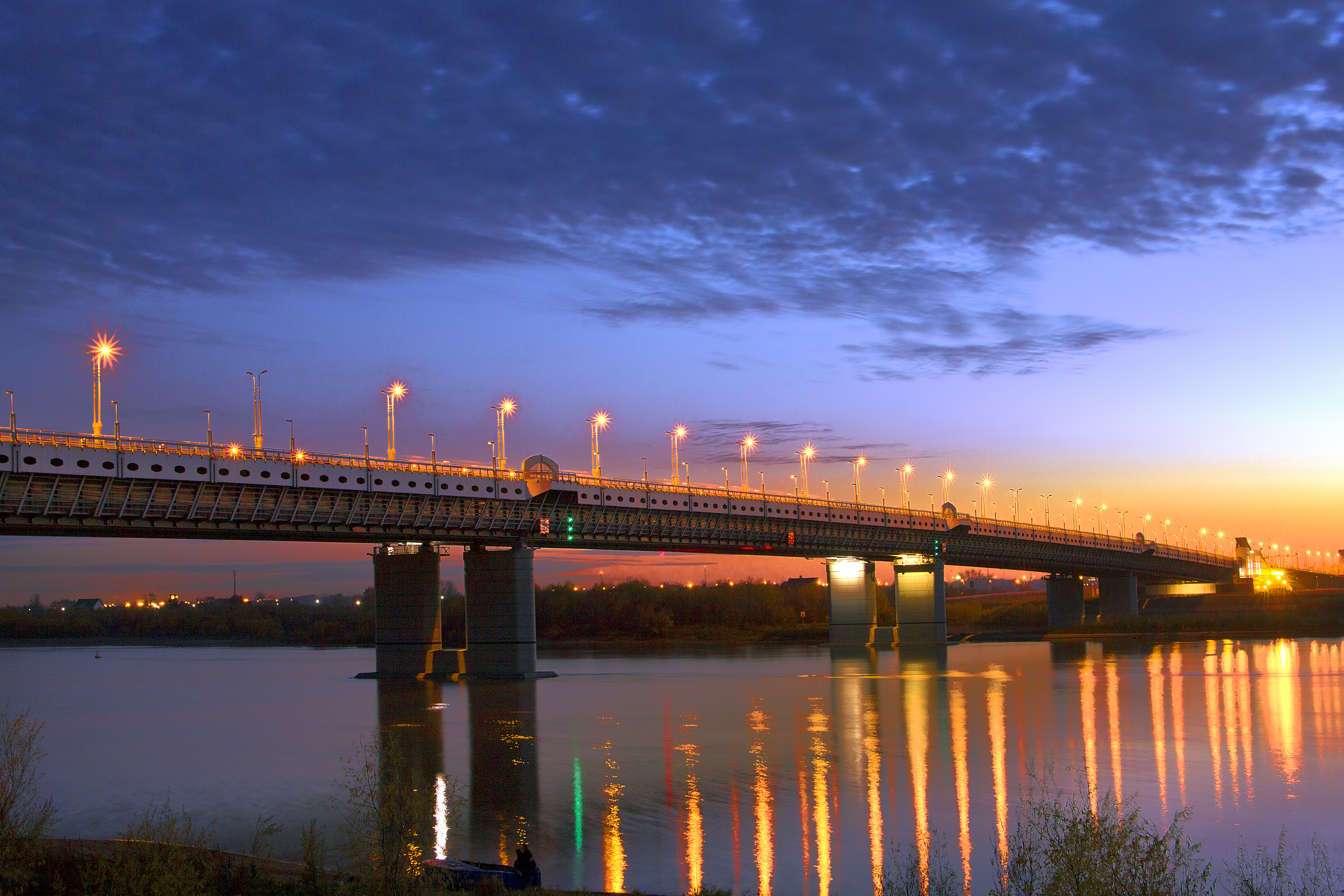
Метромост через Иртыш, вид на Левобережье

Мосты Омска представлены крупными транспортными мостами, соединяющими берега двух рек — крупного Иртыша и его притока Оми, а также различными автомобильными, железнодорожными, пешеходными мостами и путепроводами.
Мосты, располагавшиеся на месте современного Юбилейного, оказали большое влияние на формирование исторической части города. Они соединяли территорию старой Омской крепости с новой.
Мосты Омска часто существовали недолго. Этому способствовало как отсутствие специальной службы мостов (и соответствующего опыта у местных инженеров), так и природные особенности. Мощные разливы Иртыша и Оми, существовавшие до строительства гидроэлектростанций и вызывавшие наводнения, являлись серьёзной угрозой для мостов и порой сносили их. В XVIII веке мосты города были деревянными наплавными, в XIX веке — постоянными деревянными, а в XX веке стали металлическими.

## История

### Мосты XVIII века
В самом начале существования Омска, в первые годы Омской крепости, строительных материалов для сооружения мостов не хватало. Летом сообщение между берегами осуществлялось двумя паромами и двумя большими лодками, принадлежащими гарнизону. Зимой Иртыш и Омь преодолевались по льду, а в период ледохода и ледостава перебраться через реки не было возможности. Однако вскоре для военных нужд был наведён наплавной мост, чьей задачей было защитить тыл крепости со стороны правого берега Оми. Эксплуатация моста, поддерживаемая специальной воинской командой, требовала значительного количества времени и усилий. Население слобод, не относившееся к военным, было обязано платить мостовщину — налог на проход, который окупал строительство моста. Однако и наплавной мост не давал круглогодичного сообщения через реку. Он действовал 150—160 дней в году, с мая-июня, а затем закрывался.
Первая попытка обустройства гражданского моста была в 1745 году, когда староста разночинцев Фёдор Белозёров просил Омскую управительскую канцелярию дать разрешение на заготовку леса для изготовления больших лодок для наплавного моста. В 1740-х годах после заготовки подходящей древесины гражданский мост был построен — наёмными рабочими под руководством инженер-поручика Андрея Селиверстова.
Договор городской думы был заключён с капитаном Сибирского казачьего войска К. Г. Бардиным, который обязался платить городу 330 рублей, самостоятельно нанимать людей, бесплатно перевозить почту, солдат и их снаряжение. Стоимость проезда для любого другого человека составляла 1 копейку, лошади и другого скота — 5 копеек. Требовалось перевозить любых пассажиров, кроме беглых и не имеющих паспорта.
Навести же капитальный мост было трудно из-за отсутствия строительных материалов («способного мостовинного лесу»). Это было уязвимостью для Омской крепости, и когда она пришла в ветхое состояние, в 1765 году генерал-поручик И. Шпрингер с дозволения Военной коллегии перенёс крепость на другой берег Оми. В 1766 году был построен деревянный свайный мост через Омь, тяготы обслуживания которого легли на жителей.
В последней четверти XVIII века наплавные мосты на Оми неоднократно возводились под руководством военного инженера Ивана Андреева (андреевские мосты). Однако разливы Оми разрушали их, например, в 1790 году. После этого И. Г. Андреев построил деревянный свайный мост балочно-подкосного типа на ряжевых опорах. Но его существование окончилось во время очень крупного наводнения 1793 года. Следующий свайный мост был разрушен в 1795 году, после чего Андреев вернулся к идее наплавного моста. Попытка строительства моста на каменных опорах провалилась, поскольку в окрестностях подходящего камня не имелось, а барка со строительным материалом из верховьев Оми затонула. Не имелось и цемента.
Технологии того времени не позволяли постройку моста через гораздо более крупный Иртыш. Однако действовала арендованная у Омской объединённой городской думы паромная переправа, располагающаяся в районе современного Ленинградского моста. Это место традиционно служило для транспортировки между берегами и в начале 1760-х было защищено Елизаветинским редутом на левобережье. На правом берегу по мере роста Казачьего форштадта вдоль тракта, направленного к переправе, появилась улица Перевозная (современная Ленинградская площадь).

### Омское мостостроение XIX века

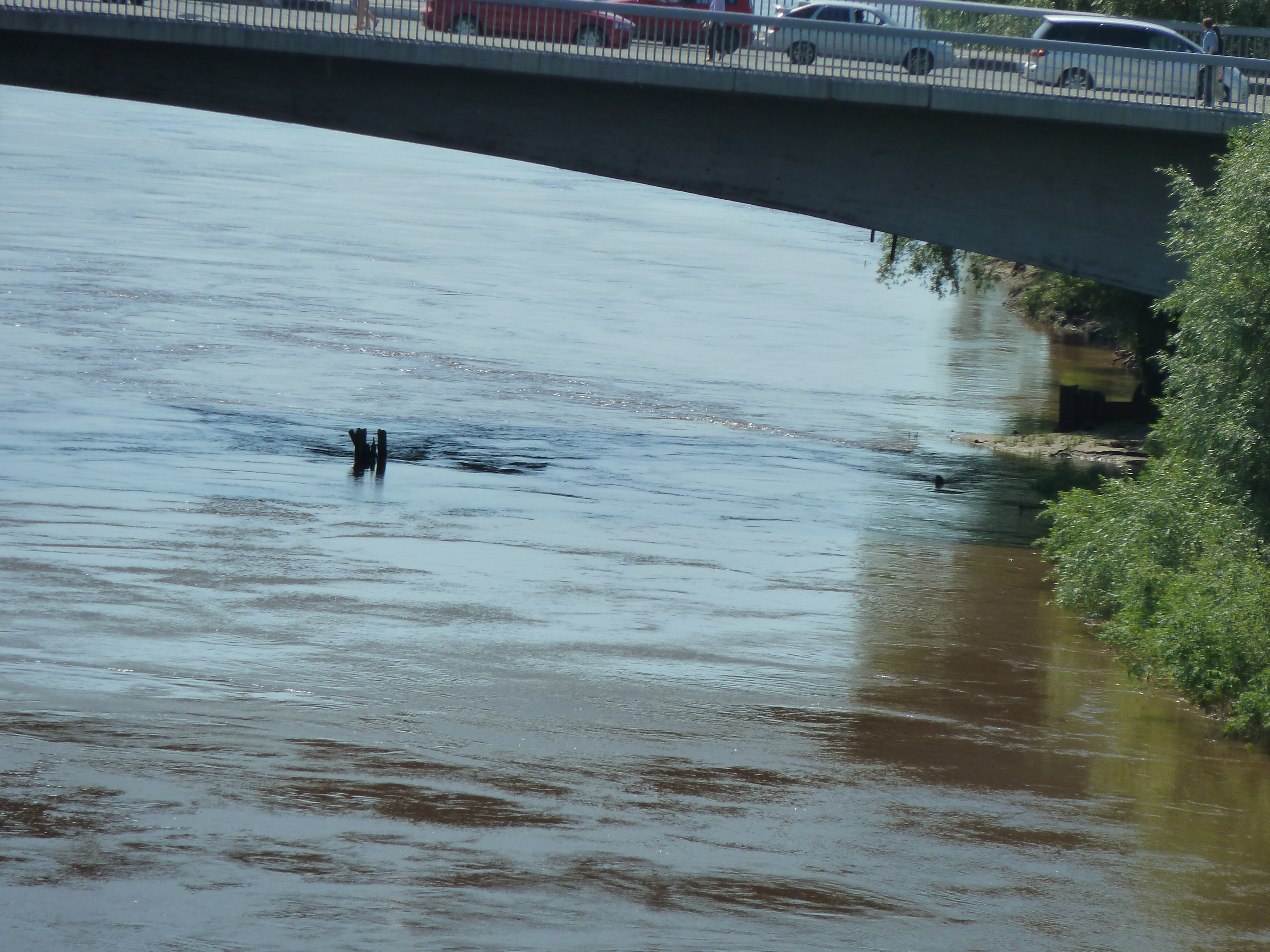
Остатки старого деревянного моста, видные под современным Юбилейным

К началу XIX века омские инженеры получили достаточный опыт на местной реке, чтобы приступить к проектированию постоянного моста через Омь. Кроме того, в Петербурге были утверждены планы застройки форштадтов, прилежащих к мосту (Подгорного и Ильинского). Мосты на Оми были недолгоживущими, в первой половине XIX века их заменяли чаще, чем раз в двадцать лет. Материалом служило дерево, типовые проекты различались только количеством пролётных строений и обязательно имели разводную (плашкоутную) часть, расположенную в самом глубоком месте Оми для пропуска судов.
Распоряжение о строительстве первого постоянного моста было дано осенью 1818 года, однако рассмотрение проекта у губернского архитектора в Тобольске затянулось. Толчок делу придал обширный пожар в Омске 8 мая 1819 года, а также посещение новым сибирским губернатором графом М. М. Сперанским. Выстроенный мост к 1824 году стал ветхим, и с 1825-го началось строительство нового. Изменение планировки города только повысило значимость пути сообщения между берегами Оми, поэтому к мостам с вниманием относились как руководители города, так и руководители края. В 1826 году строительство было завершено: деревянный на семи свайных и ряжевых опорах мост имел 57 сажень в длину и 6 сажень в ширину. Он стал достопримечательностью города, изображался на фотопанорамах и гравюре из одного из томов «Живописной России». Через него проходил главный Сибирский почтовый тракт.
В 1830-е годы деньги на ремонт собирались через налог 5 копеек на каждый купеческий воз, пересекавший мост. Таким образом было собрано 8,5 тысяч рублей.
До середины XIX века он был единственным и собственного названия не имел, хотя историк Е. Евсеев предполагает, что из-за близости церкви Ильи-пророка он был назван Ильинским задолго до официального именования. Во время крупных церковных праздников нищие, просящие милостыню, частично располагались на мосту. За это они назывались «мостырники», а их занятие — словом «мостырничать».
Когда в 1861 году на Ильинском форштадте началось строительство дворца генерал-губернатора, рядом — городской почты, а через год и телеграфной связи, требования к надёжности моста через Омь значительно возросли. Теперь резиденция губернатора и административные здания находились на разных берегах, поэтому мост имел не только внутригородское транспортное значение, но и внутриполитическое и социально-экономическое для всего края. Это определило застройку вокруг моста; на левом берегу Оми, в Ильинском форштадте возле него располагалась базарная площадь. В 1868 году он был реконструирован по инициативе городского головы В. П. Кузнецова и проекту омского архитектора Э. И. Эзета, приобретя девять опор и решётчатый парапет; всего он простоял сорок лет.
Когда он обветшал, рядом построили новый, стоимостью 20570 рублей. Открытие нового Ильинского моста прошло 4 июля 1870 года, впервые с торжественным парадом, который завершился церковной службой в церкви святого пророка Ильи. Этот мост имел шесть пролётов и, также впервые, 14 фонарей для ночного освещения. В 1889 году на левом берегу между ним и пристанью пароходства Игнатова был установлен водомерный пост, три раза в сутки считывающий уровень и температуру воды, температуру воздуха, а также следящий за льдом на обеих омских реках во время ледохода и ледостава. Этот Ильинский мост просуществовал три десятилетия, хотя в 1901 году местная пресса писала о нём: «…имеет в числе своих особенностей дрожать как живое существо, обессиленное старостью и напуганное грозным призраком неизбежно грядущей катастрофы».

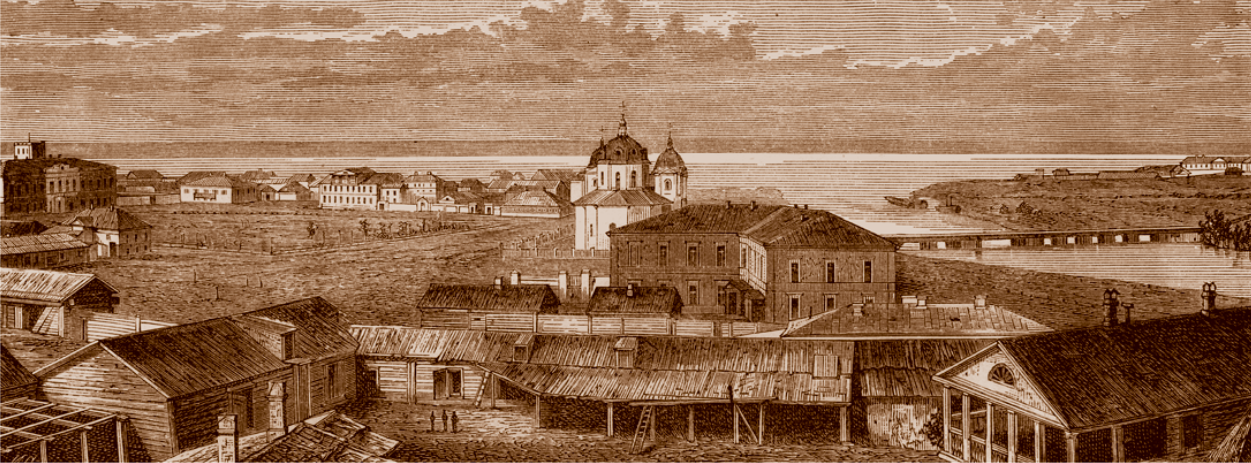
Гравюра из 11-го тома «Живописной России», показывающая Омск в конце XIX века. По центру — Ильинская церковь, справа — Ильинский мост, вдали Иртыш

При новом губернаторе — генерал-лейтенанте Л. П. Хрущеве — в 1857 году возвели второй постоянный свайный мост, соединяющий Мокринский форштадт с Новой слободкой, напротив Омского ввоза. Его за 7,3 тыс. рублей серебром возвёл тобольский купец Пелищев из леса, заготавливавшегося в дачах Алтайского горного ведомства. Мост получил название Николаевский и повлиял на планировку застройки Слободского форштадта, где от ввоза стала отходить улица Омская. Трасса этого моста сохранялась в течение 90 лет, несмотря на то, что при замене ставились наплавные мосты, затем снова капитальные свайные, которые уже именовались не Николаевскими, а Деревянными.

### Мосты XX века
В конце XIX века при строительстве Транссибирской магистрали на Иртыше был возведён железнодорожный мост, впервые для города использовавший такие материалы, как металл, цемент и бетон. Благодаря этому омское мостостроение получило опыт передовых по тому времени методов. Мост был сдан в марте 1896 года в присутствии комиссии, возглавляемой профессором Петербургского института путей сообщения Н. А. Белелюбским. Тут же проводились консультации по замене обветшавшего Ильинского моста.
Экономический рост, последовавший за приходом в город железной дороги, вызвал строительство архитектурного ансамбля Любинского проспекта, с которым разваливающийся деревянный Ильинский мост контрастировал. Кроме архитектурных причин поводом для его замены было и появление автомобильного транспорта, ужесточившего требования к прочности конструкций. В 1898 году городская дума отклонила проект нового железного моста, заказанного у частных инженеров. Последовал другой проект, воплотившийся в жизнь, однако ясных данных о нём не сохранилось. По одной из версий, Железный мост, сменивший Ильинский, был приобретён городским головой Остапенко на Всемирной выставке в Париже. По другой, мост был изготовлен французским обществом котельно-литейных заводов, по третьей, — Харцизским обществом котельно-литейных заводов. Стимулом для строительства нового моста было посещение Омска великим князем Константином, приехавшего с инспекцией в Сибирский кадетский корпус.

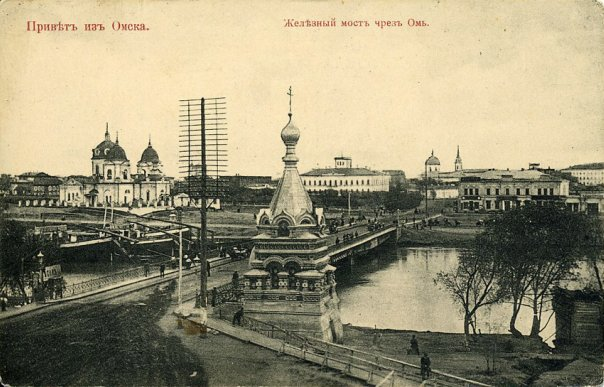
Вид на Железный мост и часовню с правого берега Оми

Руководил строительством инженер Рубакин. Расположение Железного моста было традиционным — по оси улицы Дворцовой и Любинского проспекта. Он связал берега и придал завершённость архитектурному облику окружающей застройки. Конструктивно мост являлся разводным, собираемым из элементов заводского изготовления. Разводная часть размещалась на массивной каменной опоре у левого берега; дно Оми в этом месте было углублено для прохода судов с низкой осадкой. При разведении механизм поворачивал ферму пролёта по горизонтали, располагая вдоль течения реки и открывая проход. Остальная часть моста опиралась на металлические трубчатые сваи. Данных о стоимости моста не сохранилось, однако современники запомнили его как слишком дорогой для Омска. Планировалось, что строительство завершится к концу 1902 года, но мост был открыт и освящён православными священниками в июле 1903 года. В 1905 году возле моста возвели часовню в память об омичах, погибших в ходе русско-японской войны (часовня была разрушена в 1935 году). Железный мост неоднократно изображался фотографами и художниками, почтовый бланк с его видом издавался Всемирным почтовым союзом. Мост представлял символ города, центр общественной жизни; рядом с ним размещалась коммерческая реклама и биржа легковых извозчиков.
После революции мосты Железный и Деревянный сохранили свои имена. Летом возле Железного со стороны сада «Аквариум» работали аттракционы, а зимой у его подножья на льду организовывался городской каток. Такое положение дел сохранялось до начала Великой Отечественной войны. Рядом с мостом также стоял крупный рекламный щит, анонсирующий фильмы в расположенном рядом кинотеатре «Художественный».
Однако качество омского мостостроения в случае с Железным мостом оставляло желать лучшего. Из-за неточности теоретических расчётов, конструктивных недостатков, низкого качества металлоконструкций, недооценке мягких грунтов берегов Оми, а также провоза слишком тяжёлых грузов мост просел и неоднократно ломался. С 1924 года поломки участились, при весеннем разливе Оми вода поднималась до нижних ферм моста. В 1928 году наводнение разрушило Деревянный мост и причинило серьёзный ущерб Железному. А после транспортировки по мосту огромного котла массой 21 тонна разводная часть заклинила, и судоходство на Оми нарушилось. Ремонт Железного моста был столь значимым событием, что очень многие горожане приходили смотреть на это. Со временем обнаруживались новые недостатки. Мост находился под угрозой перед ледоходом (толщина льда на Оми могла достигать 1 м, а на Иртыше — 1,5-2 м), поэтому в апреле производили взрывные работы, а сам мост прикрепляли стальными тросами к берегам, чтобы он мог выдержать напор льда.
Весной 1933 года Деревянный мост восстановили на старом месте. Для более безопасной эксплуатации нагрузка на мост ограничивалась пятью тоннами, а любому автотранспорту, за исключением пожарных машин, проезд был запрещён. Кроме того, имелся смотритель, следивший за дистанцией между возами (8-10 метров) и порядком провоза поклажи. По Деревянному мосту направлялся ломовой извоз, иногда шли вьючные верблюды.
В 1936 году рядом с Железным мостом был построен Трамвайный, который принял на себя часть нагрузки во время ледоходов.
Великая Отечественная война привела к эвакуации производств из европейской части России, что в итоге сказалось и на транспортной инфраструктуре Омска. Резко возросшие транспортные потоки к промышленным предприятиям повысили нагрузку на Железный мост. К 1943 году из-за интенсивного грузопассажирского движения опоры моста деформировались, а разводная часть вышла из строя. В результате оказалось перекрыто судоходное движение по реке Омь, а сам мост стал подвергаться более сильному разрушению во время паводков. Такое положение дел угрожало нормальной транспортной связи центральных районов города.
Весной 1947 года ледоход снёс и Трамвайный, и Деревянный мост.
В 1960-е годы при серьёзной угрозе для Железного моста во время ледохода на обеих берегах Оми стояли танки ИС. Железный мост был долгожителем среди омских мостов. Несмотря на накапливавшуюся усталость материалов, он переваривался, окрашивался, у него менялся верхний настил, и таким образом он прослужил 62 года. Разобран был из-за ветхости в 1965 году. Затем на том же месте в 1967 году был возведён одноарочный железобетонный Юбилейный мост. Для его строительства по разработанному в Ленинграде проекту использовался мостопоезд М 413, который ранее использовался на строительстве Ленинградского моста.

## Существующие мосты

### Через Иртыш

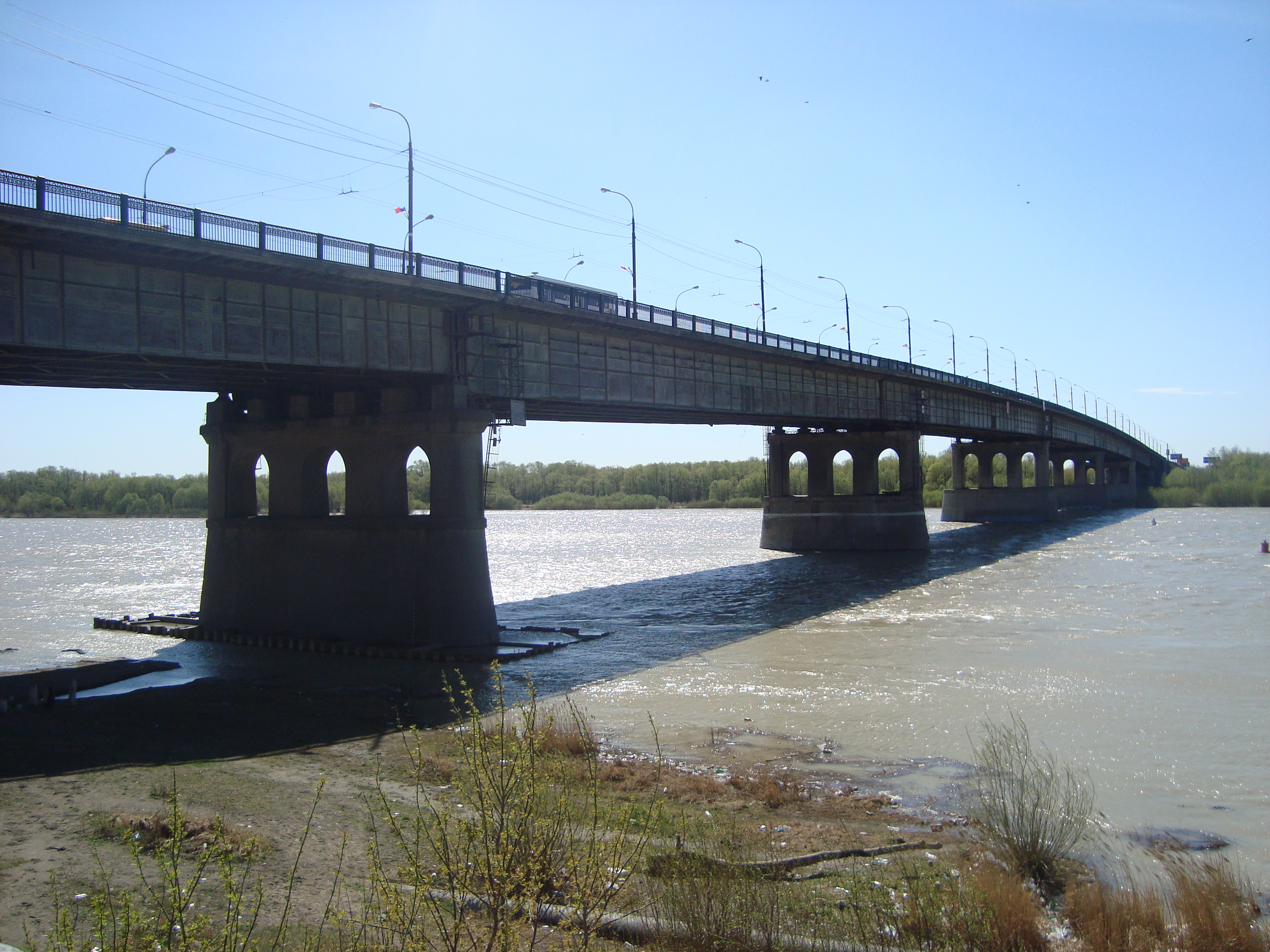
Ленинградский мост через Иртыш

- Ленинградский мост строился в 1955—1959 годах на месте бывшей паромной переправы. Название моста происходит от ленинградского проекта, по которому он возводился мостопоездом № 413. На возведение опор моста ушло три года, пролётного строения — один год. Общая стоимость оценивается в 24,5 млн рублей. Этот мост — первый коммунальный транспортно-пешеходный железобетонный мост через Иртыш. В 1988 году был отремонтирован[4].
- В северной части города находится мост имени 60-летия ВЛКСМ, открытый в 1978 году. Он автомобильный с трамвайными путями. В 2002—2003 годах на мосту был произведён капитальный ремонт трамвайных путей; с 2007 года трамвай не ходит.
- Из центра города на Левобережье идёт Мост имени 60-летия Победы, открытый в 2005 году и представляющий собой совмещённый автометромост. Из-за проблем со строительством Омского метрополитена соответствующая часть моста не действует.
- В южной части города через реку проходит раздвоенный железнодорожный мост 1896 года постройки, являющийся частью Транссибирской магистрали[9].

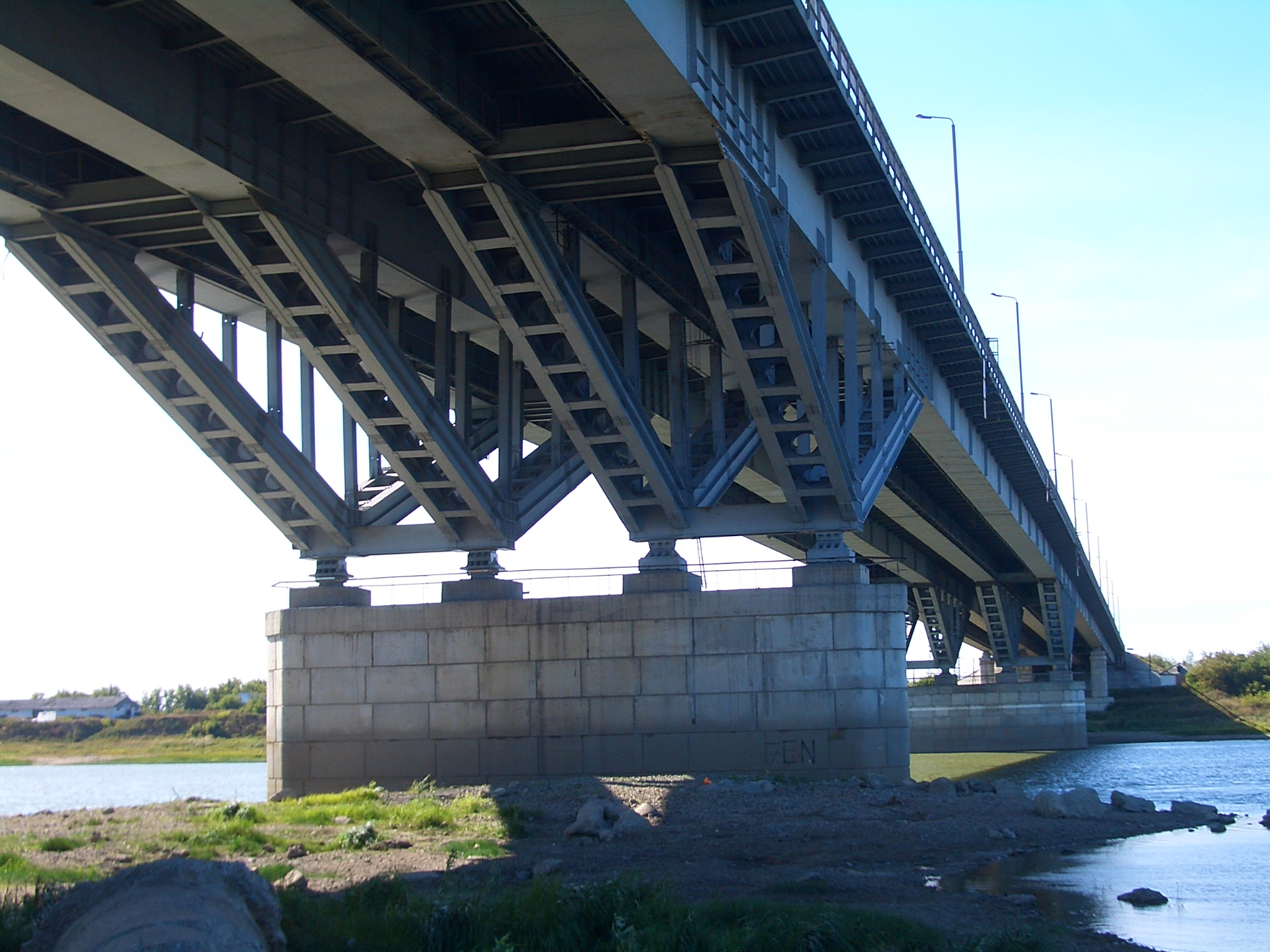
Южный мост на объездной дороге

Южный мост пересекает Иртыш к югу от города. Первая очередь моста была открыта в 1991 году, полностью — в 1995 году. Он автомобильный, является частью федеральной трассы Р254 «Иртыш» (бывшая М51).

### Через Омь
- В устье Оми располагается одноарочный железобетонный Юбилейный мост, открытый в 1967 году. C 2017 по 2018 проводилась реконструкция моста, в ходе которой заменены пролётные строения.

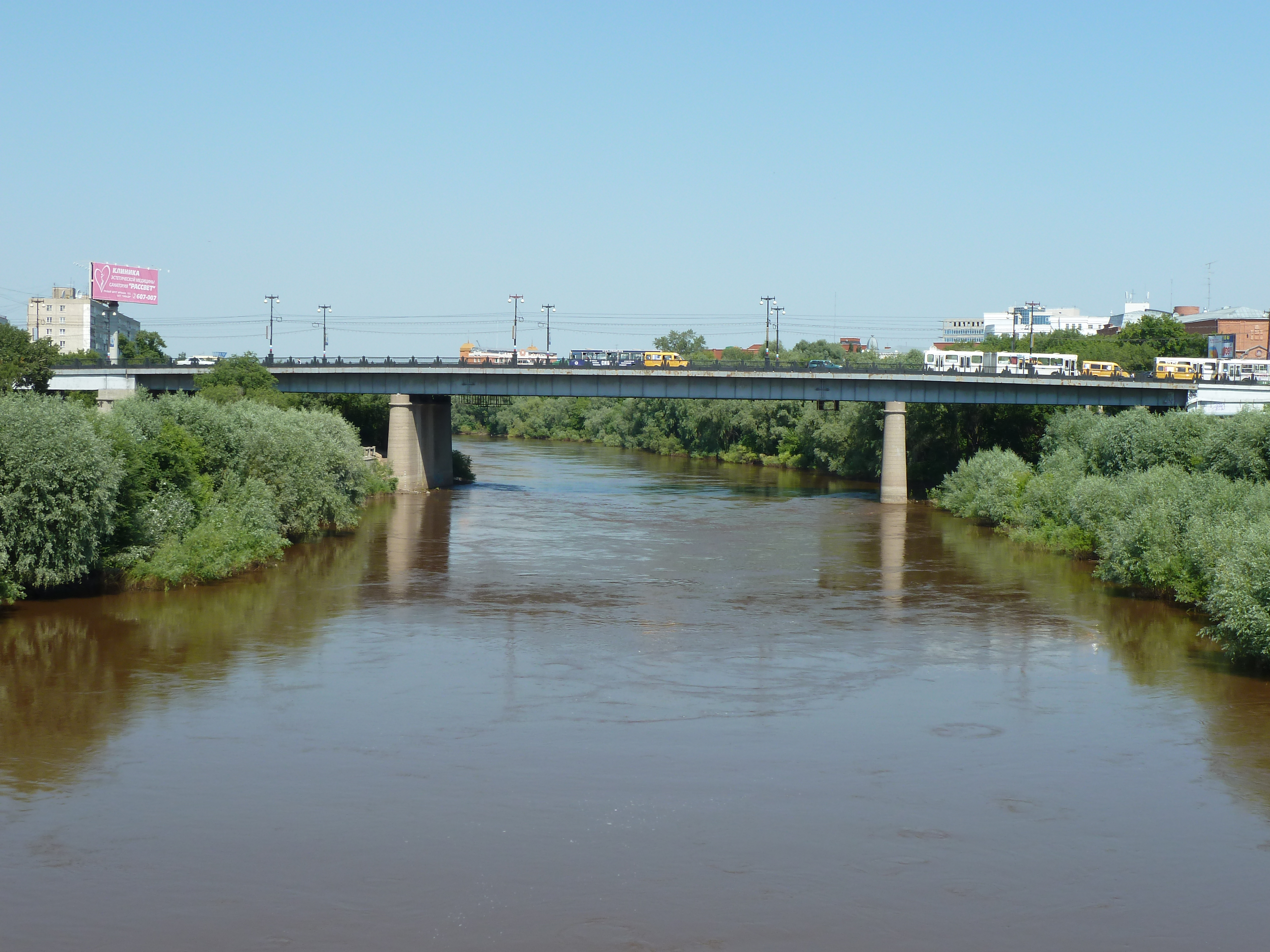
Вид на Комсомольский мост с Юбилейного

- Вверх по Оми недалеко от Юбилейного находится Комсомольский мост, открытый в 1953 году[2]. Он расположен в стволе улицы Гагарина, имеет три полосы движения в каждом направлении и два пешеходных тротуара. Общая длина моста — 120 метров. В 1990-е годы мост был реконструирован с демонтированием трамвайных рельс, проложенных по нему. Реконструкция завершилась 3 августа 1997 года. В изначальном проекте Комсомольского моста не были предусмотрены очистные сооружения, поэтому он представляет собой источник ощутимого загрязнения Оми нефтепродуктами и взвешенными веществами[11].
- Далее вверх по реке расположен открытый в 1988 году Фрунзенский мост.
- Ещё дальше — Октябрьский мост, в просторечии — Горбатый, поскольку имеет арочные конструкции, напоминающие «горбы». По мосту проходит трамвайная линия. Открыт в 1962 году, до реконструкции трамвайная линия проходила по центру моста и была совмещена с автомобильным движением. С 1992 по 1996 был закрыт на реконструкцию, в ходе которой трамвайная линия была отделена от проезжей части и размещена с краю. На мосту находится трамвайная остановка, используемая для подвоза к дачам, находящимся в пойме Оми.
- Возле Октябрьского моста также находятся остатки пешеходного моста, в которых проходит теплотрасса. Фотография этого моста помещена на обложку альбома «Здорово и вечно» группы Гражданская оборона. После открытия в 1996 году Октябрьского моста лестницы на подходах к пешеходном мосту начали разбирать местные жители. Окончательно подходы разобраны в 2018 году в ходе ремонта теплотрассы, проведённого АО ОмскРТС.
- В восточном пригороде Омь также пересекает железнодорожный мост и находящийся рядом пешеходный.

## Комментарии
1. ↑  Ряжевые опоры — опоры в виде деревянного сруба, заполненного камнем[5].